# Vatairea macrocarpa
Vatairea macrocarpa är en ärtväxtart som först beskrevs av George Bentham, och fick sitt nu gällande namn av Adolpho Ducke. Vatairea macrocarpa ingår i släktet Vatairea och familjen ärtväxter. Inga underarter finns listade i Catalogue of Life.